# Veste coral

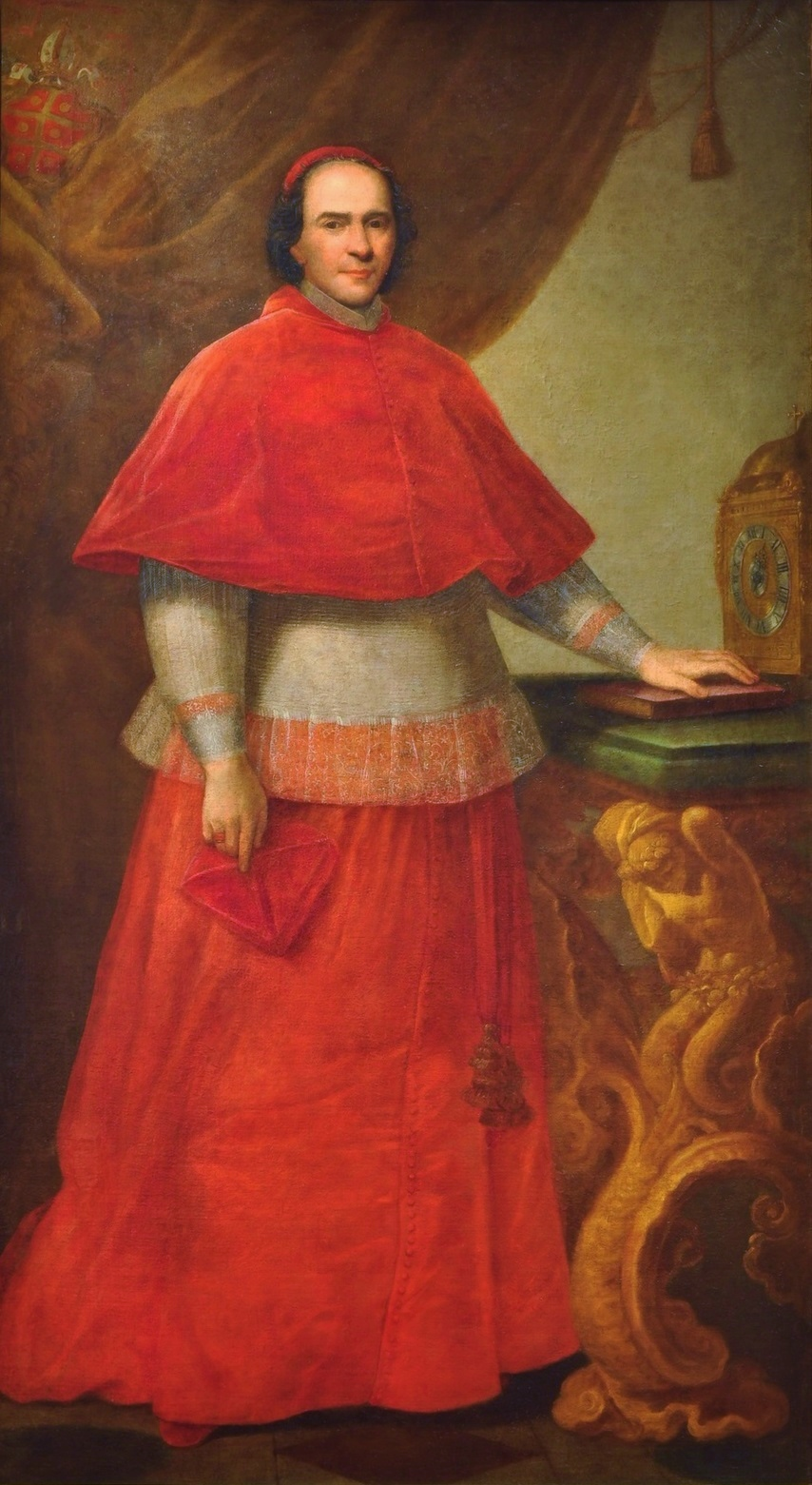
Retrato de D. Tomás de Almeida, 1.º Cardeal-Patriarca de Lisboa, em vestes corais

Vestes corais são a vestimenta tradicional dos clérigos, seminaristas e religiosos das igrejas cristãs, usadas para a oração pública e a administração dos sacramentos, exceto quando celebram ou concelebram a Eucaristia.
Difere das vestes litúrgicas usadas pelos celebrantes da Eucaristia, sendo normalmente confeccionadas em tecidos como lã, algodão ou seda, ao contrário dos brocados normalmente utilizados nas vestes litúrgicas. As vestes corais também podem ser usados por alguns leigos, como acólitos e coros.
A veste coral foi abandonada pela maioria das igrejas protestantes que se desenvolveram a partir da Reforma no século XVI.

## Na Igreja Católica
As vestes corais na Igreja Católica são usadas por diáconos, padres, prelados regulares, bispos e cardeais quando presidem ou celebram uma liturgia que não seja a Missa, nomeadamente a Liturgia das Horas. Antes do Concílio Vaticano II, as vestes eram mais elaboradas. Tinham dezenas de variedades e cores. Após o Concílio, esta variedade foi reduzida; no entanto, às vezes são concedidas exceções para determinandos cabidos.
As vestes corais são constituidas por:
- a batina, com ou sem fáscia (faixa com franjas usada na cintura),
- se a pessoa pertencer a ordem religiosa que tenha hábito próprio (beneditinos, franciscanos, dominicanos, etc.), o hábito toma o lugar da batina,
- a sobrepeliz (ou roquete), e
- o barrete (opcional para os padres seculares, a menos que o bispo exija o seu uso).

Para seminaristas, diáconos e padres a batina é exatamente igual à batina normal: uma batina preta com botões pretos, cingida com uma fáscia preta.
Os sacerdotes que possuem honras adicionais podem usar uma batina diferente: os Capelães de Sua Santidade usam uma batina preta com debrum, botões e fáscia roxos; ao passo que os Prelados Honorários e Protonotários Apostólicos usam batina roxa com debrum e botões escarlates, com fáscia roxa. Os cônegos podem usar o roquete (se ao cabido tiver sido concedido usus rochetti por indulto papal) com uma murça distintiva.
Os bispos usam a mencionada batina roxa com debrum escarlate, e acrescentam uma cruz peitoral suspensa por um cordão verde e dourado, uma murça sobre o roquete e um solidéu roxo sob o barrete. O cardeal usa batina escarlate com debrum escarlates, cruz peitoral sobre cordão vermelho e dourado e murça vermelha sobre o roquete, com solidéu vermelho. As vestes corais do Papa incluem batina branca, roquete, murça de seda vermelha e estola de brocado vermelho; a sua cruz peitoral pende de cordão dourado. Alguns cónegos usam a cruz suspensa de uma fita, mas só um bispo pode usar a cruz suspensa de uma corda.
O pluvial e/ou estola podem ser usadas sobre vestes corais quando um clérigo preside a um sacramento (por exemplo, no matrimónio, se não for celebrado durante a missa), ou a orações. (Por exemplo, o sacerdote que preside a uma celebração solene das Vésperas na Liturgia das Horas pode usar pluvial e estola sobre as vestes corais; por oposição, outros clérigos presentes usarão vestes corais apenas).
|                                                                           |                                                                 |                                        |
| Papa                                                                      | Cardeal                                                         | Bispo                                  |
|                                                                           |                                                                 |                                        |
| Prelados superiores da Cúria Romana e protonotários apostólicos de numero | Protonotários supranumerários apostólicos e prelados honorários | Capelães de Sua Santidade              |
|                                                                           |                                                                 |                                        |
| Padres, diáconos, seminaristas e acólitos                                 | Cónegos (variável, consoante o cabido)                          | Cónegos (variável, consoante o cabido) |

Desde 2006, os sacerdotes do Instituto de Cristo Rei e Sumo Sacerdote têm vestes corais próprias, que lhes foram concedidas pelo Cardeal Arcebispo de Florença. As vestes corais incluem roquete, murça, cruz de São Francisco de Sales em fita azul e branca e barrete com pompom azul.
|                                                                                   |
| Presbíteros, superiores e prior geral do Instituto de Cristo Rei e Sumo Sacerdote |